# (1892) Lucienne
(1892) Lucienne est un astéroïde de la ceinture principale.

## Description
(1892) Lucienne est un astéroïde de la ceinture principale. Il fut découvert le 16 septembre 1971 à l'observatoire Zimmerwald par Paul Wild qui le nomma en l'honneur de l'astronome française Lucienne Divan. Il présente une orbite caractérisée par un demi-grand axe de 2,46 UA, une excentricité de 0,09 et une inclinaison de 14,0° par rapport à l'écliptique.

## Compléments